# Spinthariscope
Le spinthariscope est un appareil permettant d'observer les désintégrations nucléaires individuelles provoquées par l'interaction de radiations ionisantes et d'un phosphore (voir phosphorescence et scintillation).

## Invention

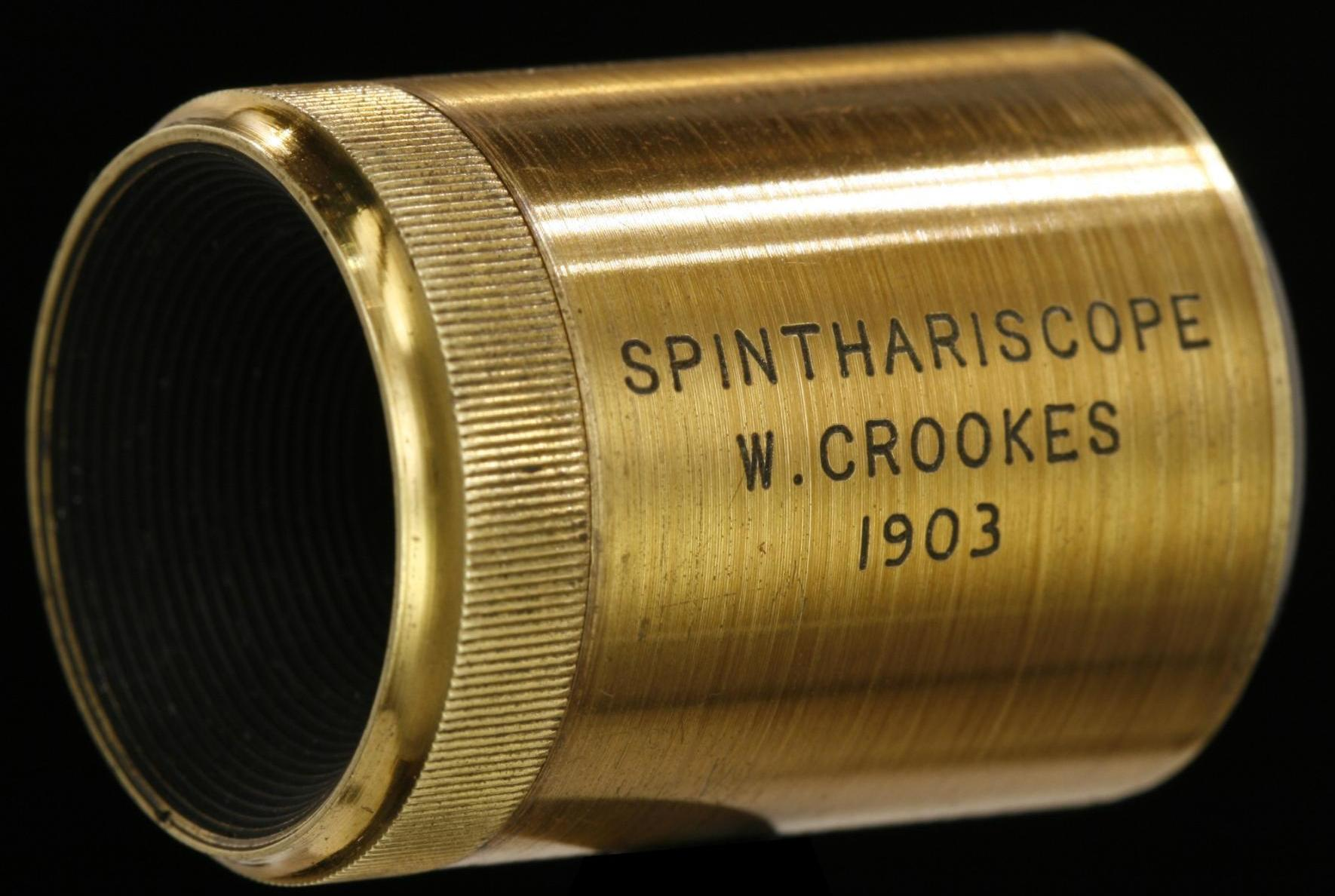
Spinthariscope professionnel manufacturé probablement aux environs des années 1910 ou 1920.

William Crookes inventa le spinthariscope en 1903,. En observant la fluorescence apparemment uniforme d'un écran de sulfure de zinc créée par les émissions radioactives (rayonnement alpha) d'un échantillon de radium, il renversa une partie de l'échantillon. À cause de la rareté et du prix élevé du radium, il essaya de le récupérer. En inspectant l'écran au microscope, il remarqua des éclairs créés par les collisions des particules alpha avec l'écran. Crookes exploita cette découverte pour inventer un appareil conçu spécifiquement pour observer ces scintillations. Il se compose d'un petit écran enduit du sulfure de zinc apposé à l'extrémité d'un tube. Une quantité minuscule de sel de radium est suspendue à proximité de l'écran, un objectif fixé à l'autre extrémité du tube permet d'observer l'écran. Crookes baptisa son appareil d'après le mot grec « spintharis » signifiant « étincelle ».

## Utilisation

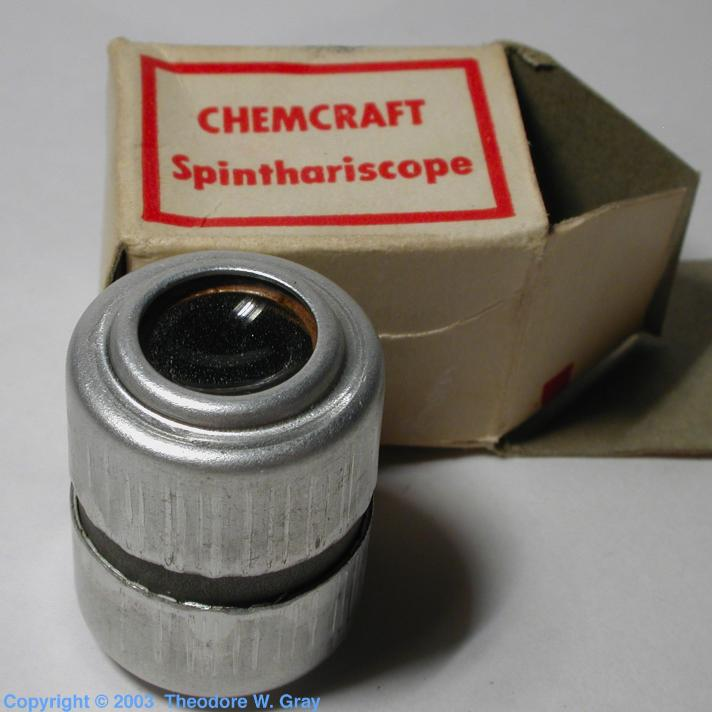
Un spinthariscope bon marché contenu dans un jeu éducatif de chimie des années 1950 « Atomic energy » de Chemcraft.

Il est dit que le spinthariscope devint rapidement un cadeau très populaire parmi les aristocrates et les gens de la haute société qui l'utilisaient au cours de démonstrations mondaines pour paraître au courant des dernières avancées scientifiques. Le spinthariscope fut rapidement remplacé pour les scientifiques par des dispositifs plus précis et plus quantitatifs permettant de mesurer le rayonnement produit au cours de leurs expériences. Il connut un regain d'intérêt au milieu du XXe siècle comme jouet éducatif pour enfants.
Les spinthariscopes se vendent encore de nos jours en tant que matériel pédagogique économique ; ils contiennent toutefois maintenant[Quand ?] de l'américium.